# Girlfriend's Day
Girlfriend's Day é um filme de  comédia-drama lançado em 2017, dirigido por Michael Stephenson, escrito por Bob Odenkirk, Philip Zlotorynski e Eric Hoffman, e protagonizado por Odenkirk y Amber Tamblyn.

## Sinopse
Quando tratar de recuperar os sentimentos que uma vez fizeram de ele um grande, o escritor de cartões românticos Ray fica presso em uma rede de assassinato e fraude, para criar o cartão perfeito para uma nova festa: o dia da namorada. 

## Elenco
- Bob Odenkirk, como Ray (escritor de cartões)
- Amber Tamblyn, como Jill
- Rich Sommer, como Buddy
- Toby Huss, como Betcher
- David Sullivan, como Sonnyboy
- Hannah Nordberg, como Liz
- June Diane Raphael, como Karen Lamb
- Stacey Keach, como Gundy
- Andy Richter, como Harold Lamb
- Larry Fessenden, como Taft
- Natasha Lyonne, como Mrs. Taft
- Alex Karpovsky, como Styvesan